# Lesotho Highlands Development Authority

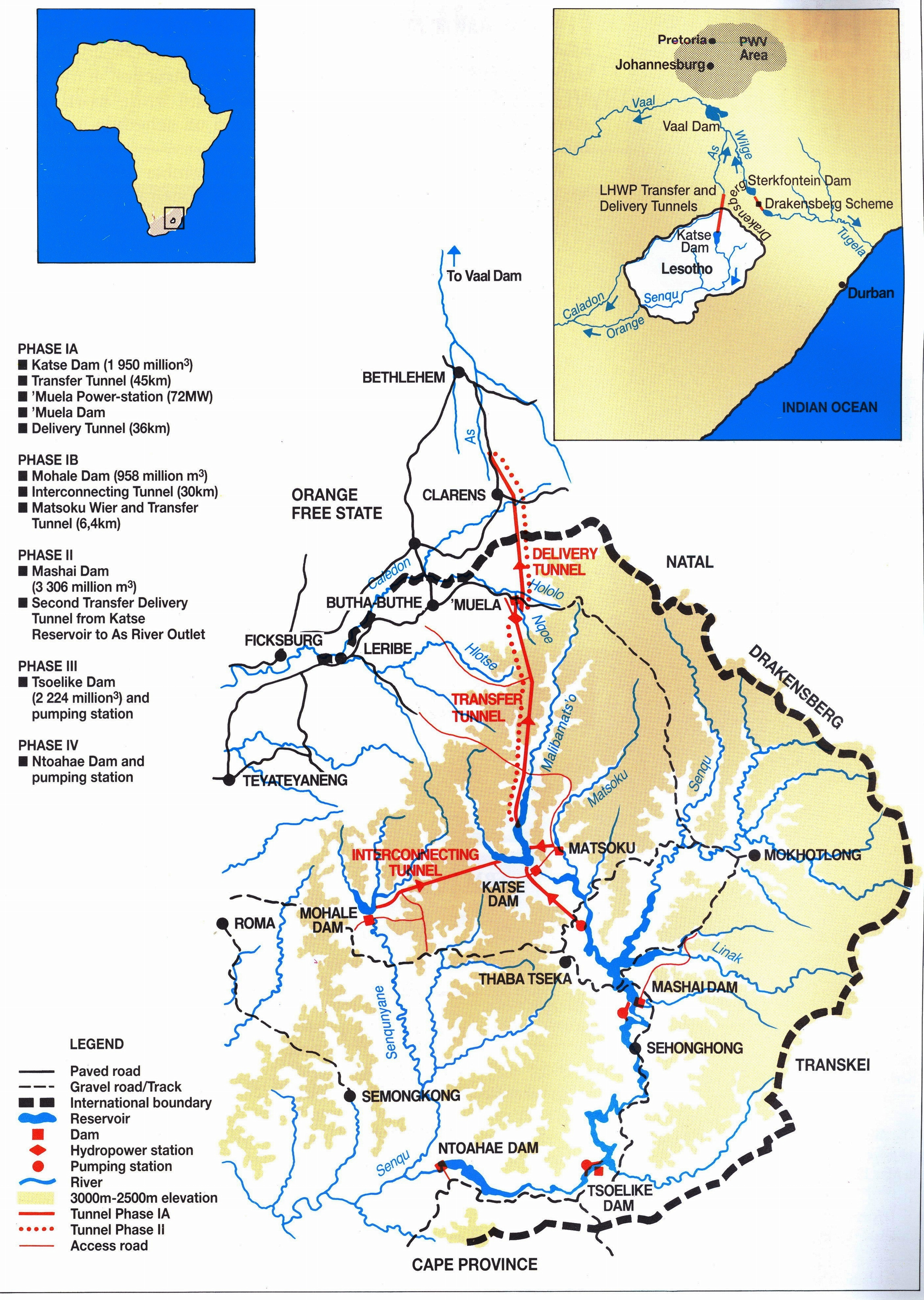
Karte des Lesotho Highland Water Project

Die Lesotho Highlands Development Authority (LHDA) ist eine Behörde des Königreichs Lesotho. Sie ist für den lesothischen Teil des Lesotho Highland Water Project verantwortlich, mit dem Gebiete in Südafrika mit Wasser und Lesotho mit Elektrizität versorgt werden.

## Struktur
Um das LHWP zu betreiben, wurde die bilaterale Lesotho Highlands Water Commission (LHWC) gegründet, der je drei Vertreter Lesothos und Südafrikas angehören. Sie steuert die Aktivitäten der LHDA in Lesotho und der Trans-Caledon Tunnel Authority in Südafrika und untersteht den Regierungen der beiden Staaten, in Lesotho vertreten durch das Ministry of Energy, Meteorology and Water Affairs. Die Organisation hat ihren Sitz in der Hauptstadt Maseru im zentral gelegenen Tower Building am Kingsway. 
Die Ziele sind: Lieferung von Wasser nach Südafrika, Erzeugung von Elektrizität für Lesotho, Minderung der negativen Einflüsse auf das Gemeinwesen und die Umwelt, Maximierung der Entwicklung von Spin-offs des Projekts in Lesotho und Implementierung von Phase II des LHWP.
Das LHWC ernennt einen Aufsichtsrat, der wiederum den Chief executive (etwa: Vorstandsvorsitzenden) auswählt. Die weitere Führungsebene der LHDA besteht aus dem Vorstand (executive members) und den Gebietsmanagern (Branch managers). Chief executive der LHDA ist Refiloe Tlali (Stand 2017).

## Geschichte
Das LHWP wurde 1986 vertraglich zwischen Lesotho und der damaligen Apartheid-Regierung besiegelt. Die heute bestehenden Gremien wurden damals vertraglich festgelegt.
Im April 2017 wurde der Sohn des lesothischen Premierministers Bethuel Pakalitha Mosisili, Rethabile Mosisili, zum Chefdelegierten der LHWC ernannt. Kurz zuvor hatte sein Vater ein Misstrauensvotum verloren, war aber noch im Amt. Im Juli 2017 wurde Mosisili jr. abgesetzt.